# Stupa (otok)
Stupa je nenaseljeni hrvatski jadranski otočić. Nalazi se u Lastovskom kanalu, uz zapadni dio južne obale otoka Korčule, oko 1000 m od njene obale. U skupini je otoka južno od naselja Prižba, a najbliži susjedni otok je Crklica, oko 230 metara istočno. Katastarski je dio općine Blato.
Nalazi se na Korčuli.
Njegova površina iznosi 0,018206 km². Dužina obalne crte iznosi 944 m, a iz mora se uzdiže oko 8 m.